# Charlie Rowe
Charlie Rowe, geboren als Charles John Rowe (* 23. April 1996 in Islington), ist ein englischer Schauspieler. Er wurde vor allem durch die Rolle des jungen Tommy in dem Film Alles, was wir geben mussten und als Peter Pan in Neverland bekannt.

## Leben
Charlie Rowe wurde 1996 in Islington geboren und lebt seitdem im Norden Londons. Er hat eine jüngere Schwester. Seine Mutter unterrichtet Schauspiel, sein Vater ist Autor und mehrere weitere Familienangehörige arbeiten beim Theater. Rowe bekam früh Tanzunterricht und debütierte 2005 am Londoner Peacock Theatre in dem Stück The Snowman. Nach Auftritten in einigen Werbespots folgte mit 10 Jahren sein Spielfilmdebüt in Der Goldene Kompass, wo er Billy Costa darstellte. 2010 trat er in dem Kurzfilm Disco auf, was ihm eine Auszeichnung als Best Supporting Actor auf dem Los Angeles New Wave International Film Festival einbrachte. Er hatte außerdem Auftritte in Radio Rock Revolution und Alles, was wir geben mussten. 2011 spielte er seine bisher umfangreichste Filmrolle, die des Peter Pan in dem zweiteiligen Spielfilm Neverland – Reise in das Land der Abenteuer. 2013 übernahm Rowe die Hauptrolle des Ronnie Winslow in The Winslow Boy am Old Vic Theatre.

## Zitate
„In der Rolle des jungen Peter Pan glänzt der erst 15-jährige Jungdarsteller Charlie Rowe.“

## Filmografie
- 2006: Jackanory
- 2007: Der Goldene Kompass (The Golden Compass)
- 2009: Radio Rock Revolution (The Boat That Rocked)
- 2009: Robin Hood (Fernsehserie, 1 Folge)
- 2009: Der Nussknacker (The Nutcracker in 3D)
- 2010: Disko (Disco)
- 2010: Alles, was wir geben mussten (Never Let Me Go)
- 2011: Neverland – Reise in das Land der Abenteuer (Neverland)
- 2013: 400 Jungen (400 Boys)
- 2013: Dinosaurier 3D – Im Reich der Giganten (Walking with Dinosaurs)
- 2014–2015: Red Band Society (Fernsehserie, 13 Folgen)
- 2017–2018: Salvation (Fernsehserie, 26 Folgen)
- 2019: Rocketman
- 2022: Gigi & Nate
- 2023: Slow Horses – Ein Fall für Jackson Lamb (Slow Horses) (Fernsehserie, 5 Folgen)